# Janesville, Wisconsin
Janesville este sediul comitatului Rock, statul Wisconsin, SUA.